# 萊昂鎮區 (明尼蘇達州清水縣)
萊昂鎮區（英語：Leon Township）是位於美國明尼蘇達州清水縣的一個行政鎮區。

## 地方資料
萊昂鎮區的面積為92.60平方千米，當中陸地面積為91.70平方千米，而水域面積為0.90平方千米。根據2020年美國人口普查的數據，當地共有人口392人，而人口密度為每平方千米4.23人。